# المرأة في الأمريكتين

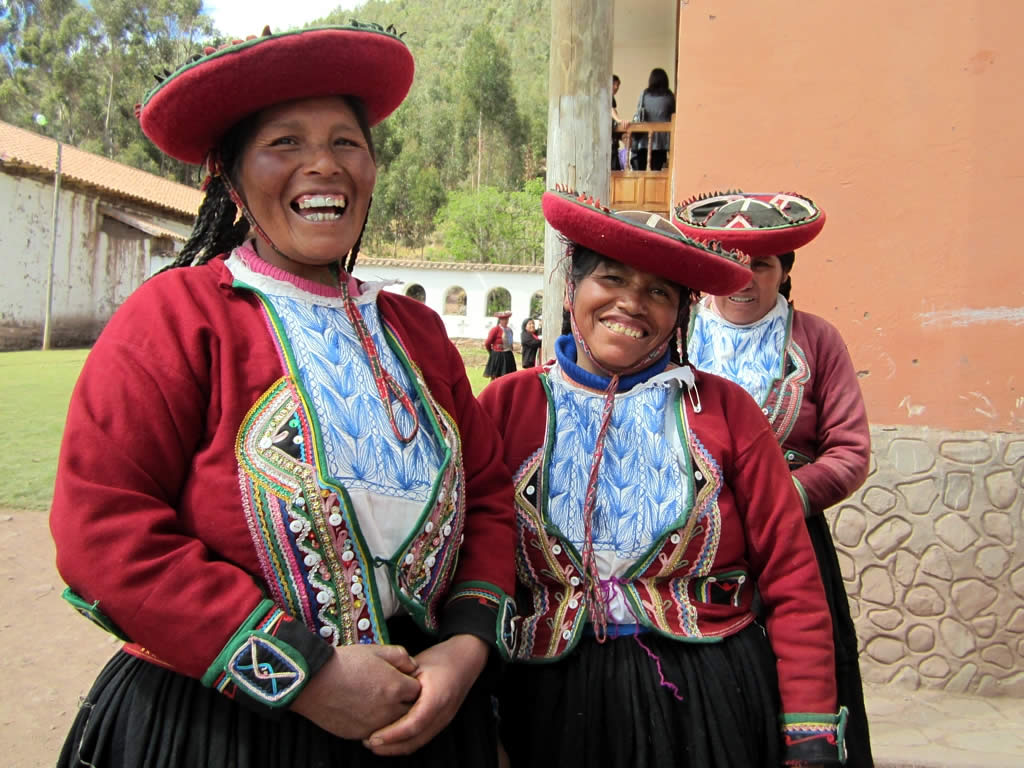

النساء في الأمريكيتين، هن النساء المولودات في منطقة الأمريكيتين، وهي منطقة إقليمية تغطي منطقة البحر الكاريبي وأمريكا الوسطى وأمريكا الشمالية وأمريكا الجنوبية. يتزامن تطور هذه النساء وثقافتهن وتاريخهن مع تاريخ الأمريكيتين، على الرغم من اختلاف تجاربهن عن تجارب أعضاء المجتمع الذكور في أغلب الأحيان. انطوت هذه الاختلافات غالبًا على تقسيم العمالة، أو القيود المفروضة على النساء بسبب أدوارهن التقليدية في المجتمع. تركت كل من العبودية والاسترقاق أثرًا كبيرًا على نساء الأمريكيتين على مر الزمن.
تُعتبر جمعية تاريخ النساء في الأمريكيتين منظمةً بريطانيةً معنيةً بدراسة تاريخ النساء في إطار ارتباطهن بالأمريكيتين. تتيح دراسة تاريخ المرأة استرجاع المعلومات المفقودة حول طريقة عيش النساء في حضاراتهن والآلية التي عملن وشاركن من خلالها في بناء هذه الحضارة. يفسح النظر إلى تاريخ النساء من خلال عدسة جغرافية وثقافية مشتركة المجال لإجراء مقارنات مفيدة بشأن حياة المرأة في الأمريكيتين، دون أن تؤثر القومية على السرد.

## النساء والثقافة

### الأدوار التقليدية
لعبت النساء أدوارًا تقليديةً مختلفةً بعد الاستعمار الأوروبي لكندا. شاركت بعض النساء في تجارة الفراء إلى جانب أدائهن لواجباتهن المنزلية، إذ اعتُبرت هذه التجارة حينها مصدر الدخل النقدي الرئيسي في فرنسا الجديدة. شاركت النساء من منازلهن إلى جانب أزواجهن أو آبائهن، إذ عملن تاجرات ومستكتبات ومزودات. ترملت بعض من هذه النساء وتولين أدوار أزواجهن لاحقًا. كانت العديد من تلك النساء صاحبات مشاريع بحد ذاتهن. امتلكت النساء نفوذًا أكبر في الحيز «المنزلي» في الولايات المتحدة، بالإضافة إلى عملهن مع أزواجهن في المجتمع الاستعماري. 
قالت تونيون بابلوس أن النساء المكسيكيات قد «مُجّدن في الأساطير» لكنهن ظللن «خاضعات لـ (...) أدوارهن» في المجتمع المكسيكي طوال تاريخ المكسيك. 

### الأدوار القيادية النسائية المبكرة في الأمريكيتين
ساد في مجتمع الإنكا ازدواجيةً في مفهوم التوازي الجنساني خلال فترة ما قبل كولومبوس. أتاحت هذه الازدواجية لنساء الإنكا أدوار أكثر حزمًا في مجتمعاتهن في جبال الأنديز في أمريكا الجنوبية. 
شهدت دولة بيرو حقبةً كانت خلالها النساء الأوروبيات الإسبانيات غازيات (كونكيستدوريس) وإقطاعيات بين عامي 1534 و1620. كان هناك ما لا يقل عن 102 امرأةً تعمل بصفتها وكيلةً سياسيةً، إذ امتلكن الصلاحية في الوصول إلى كميات كبيرة من الثروة، ومُنحن مئات أو آلاف السكان الأصليين للعمل لديهن كعبيد. 

## تعزيز المساواة الجنسانية للمرأة في الأمريكيتين
قدمت العديد من دول الأمريكيتين أطرًا قانونيةً للمرأة تحقيقًا للمساواة مع الرجل. اعتُبرت المرأة المعاصرة في جمهورية الدومينيكان متساويةً مع الرجل دستوريًا من حيث الحقوق وحيازة الممتلكات. تمتعت المرأة الأرجنتينية بمستوى عالٍ نسبيًا من المساواة مقارنةً بمعايير أمريكا اللاتينية، إذ احتلت المرأة الأرجنتينية المرتبة الـ 24 بين 134 دولة فيما يخص إمكانية حصولها على الموارد والفرص مقارنةً بالرجال، وذلك بحسب ما جاء في تقرير الفجوة العالمية بين الجنسين الذي أعدّه المنتدى الاقتصادي العالمي في عام 2009. تتمتع المرأة البرازيلية بالحقوق والواجبات القانونية على قدم المساواة مع الرجل، الأمر الذي عُبّر عنه بوضوح في المادة الخامسة من دستور البرازيل لعام 1988. تشرف الأمانة العامة المعنية بشؤون المرأة –وهي بمثابة مكتب على المستوى الوزاري- على أمانة خاصة مسؤولة عن ضمان الحقوق القانونية للمرأة. يحظر القانون التمييز الجنساني فيما يتعلق بالتوظيف والأجور، إلا أنه يوجد تفاوتات كبيرة في الأجور بين الرجال والنساء. تحسن وضع المرأة في تشيلي ولا سيما فيما يخص التحصيل العلمي والمشاركة في القوى العاملة والحقوق، وذلك بعد أن أصبحت تشيلي ديموقراطيةً مجددًا في عام 1990. قننت تشيلي الطلاق في عام 2004، واعتُبرت واحدةً من الدول القليلة التي انتخبت رئيسةً لها. 
ورد في كتاب دول وثقافاتها أن «نسبةً عاليةً للغاية» من نساء أوروغواي منخرطات في القوى العاملة في هذه الدولة الواقعة في أمريكا الجنوبية، وجاء فيه أيضًا أن تشريعات أوروغواي تؤكد وجود مساواة في الحقوق بين المرأة والرجل فيما يتعلق بالسلطة والنفوذ والامتيازات. لكن في الواقع، ماتزال المرأة في أوروغواي غير قادرة على شغل «مناصب اقتصادية ومهنية وسياسية واجتماعية ودينية عليا». أفادت هيئة الأمم المتحدة للمرأة أن دراسة الاتحاد البرلماني الدولي لعام 2012 فيما يتعلق بالساحة السياسية قد صنفت أوروغواي في «المرتبة الـ 103 من بين 189 دولة، من حيث تمثيل المرأة في البرلمان»، وأضافت الدراسة أن «12% فقط من أعضاء مجلس الشيوخ ومجلس النواب الحاليين من النساء في أوروغواي». 
أما على الصعيد الثقافي، تحمل نساء جمهورية الدومينيكان موقفًا يُعرف باسم السلوك الذكوري الشوفيني (ماشيستا)، وهو سلوك ينطوي على فهم النساء وتقبلهن للطبيعة الرجولية التي يتسم بها رجال جمهورية الدومينيكان. تفرض التقاليد في جمهورية الدومينيكان دور ربة المنزل الخاضعة على النساء. تتمتع المرأة في هايتي بحقوق دستورية متساوية مع الرجل على الأصعدة الاقتصادية والسياسية والثقافية والاجتماعية والأسرية، أي على غرار جمهورية الدومينيكان. ومع ذلك، يُعتبر الواقع في هايتي بعيدًا كل البعد عن القانون: «تركت السمات السياسية والاقتصادية والاجتماعية لهايتي تأثيرًا سلبيًا على معظم الهايتيين، لكن وجدت النساء الهايتيات أنفسهن أمام عوائق إضافية تحول دون تمتعهن بكامل حقوقهن الأساسية، ويعود السبب في ذلك إلى كل من المعتقدات الاجتماعية السائدة التي تصفهن بأنهن أدنى مرتبةً من الرجال والنمط التاريخي المتمثل بالتمييز والعنف ضدهن على أساس جنسهن. يعد التمييز ضد المرأة سمةً هيكليةً في المجتمع الهايتي والثقافة المرتبطة به، فقد استمر هذا التمييز طوال تاريخ هذه الدولة في أوقات السلم وفي أثناء الاضطرابات». 
تسود اللامساواة الجنسانية في العديد من مجالات الحياة السلفادورية المختلفة، كالتوظيف والصحة والتعليم والمشاركة السياسية والحياة الأسرية مثلًا. تتمتع نساء السلفادور بمساواة في الحماية بموجب القانون، لكنهن غالبًا ما يجدن أنفسهن في وضع غير مؤات مقارنةً بنظرائهن من الذكور. تُصنف هندوراس في المرتبة الـ 105 من بين 146 دولة فيما يتعلق بعدم المساواة الجنسانية، وذلك بقيمة إجمالية تصل إلى 0.511 من أصل 1 على مؤشر التنمية البشرية (إذ يمثل الرقم 1 عدم المساواة التامة). أطاح الساندينيون بقيادة دانييل أورتيغا بالرئيس الديكتاتوري أناستاسيو سوموزا ديبايل في ثورة نيكاراغوا في عام 1979، ثم طبقوا العديد من الإصلاحات الاجتماعية التي اشتملت على محاولة القضاء على عدم المساواة الجنسانية وتحسين معدلات محو الأمية لدى الإناث. بالإضافة إلى ذلك، شجعوا النساء على المشاركة في النضال من أجل تحقيق العدالة الاجتماعية والمساواة.
صرح مكتب تقرير التنمية البشرية التابع لبرنامج الأمم المتحدة الإنمائي أن الرجال في بوليفيا يتمتعون «بتعليم أعلى وأفضل من النساء، ويحصلون على مساعدات صحية أكبر وأفضل من النساء، ويمتلكون أفضلية الحصول على دخل أكبر لقاء عمل أقل مقارنةً بالنساء...أما إن نظرنا إلى وضع النساء مقارنةً بالرجال، نرى بأنهن يتحملن أيضًا...المسؤولية الكاملة تقريبًا عن العمل المنزلي». يُعتبر كل من معدل وفيات الأمومة ومعدلات الأمية بين النساء في بوليفيا من أعلى المعدلات في العالم. تتعرض المرأة البوليفية لمخاطر الرجولة المفرطة، التي تُستخدم بوصفها أدوات ترويجيةً في الدعاية الشعبية التي تعزز الصور النمطية والافتراضات المتعلقة بالمرأة. 